# Cassandra Fedele
Cassandra Fedele (c. 1465 - 1558) va ser la dona erudita més reconeguda a Itàlia durant les darreres dècades del Quattrocento.

## Primers anys de vida
Fedele va néixer a Venècia el 1465, filla de Barbara Leoni i Angelo Fedele. Tot i que Fedele no esmenta la seva mare en els seus escrits, hi ha proves que el seu pare era respectat per l'aristocràcia i es va interessar molt per l'aprenentatge de la seva filla. Quan Fedele va assolir la fluïdesa del grec i del llatí als dotze anys, el seu pare la va enviar a Gasparino Borro, un monjo servita, que la va tutelar en literatura clàssica, filosofia, ciències i dialèctica. L'any 1487, als vint-i-dos anys, va aconseguir l'èxit a Itàlia i a l'estranger quan va pronunciar un discurs en llatí en elogi de les arts i les ciències quan es va graduar el seu cosí a Pàdua. El seu discurs, Oratio pro Bertucio Lamberto, es va publicar a Mòdena (1487), Venècia (1488) i Nuremberg (1489). Del 1487 al 1497 va intercanviar cartes amb destacats humanistes i nobles de tot Espanya i Itàlia. Un d'aquests corresponsals, Isabel I de Castella, va instar Fedele a unir-se al seu tribunal d'Espanya. Fedele va rebutjar la invitació, escrivint que no hi podia anar mentre Itàlia estigués en guerra amb França. No obstant això, els primers biògrafs de Fedele van creure que el duge Agustí Barbarigo no hauria permès que Fedele abandonés Itàlia, tot i que no hi ha proves d'aquest decret.

## Fama
Fedele va aconseguir fama gràcies a les seves habilitats oratòries i d'escriptura. A més de les 123 cartes i 3 oracions publicades a Pàdua el 1636, es creu que també va escriure poesia llatina. Va participar amb influents humanistes en debats públics sobre qüestions filosòfiques i teològiques i se li va demanar que parlés davant el duge Agustí Barbarigo i el Senat venecià sobre el tema de l'educació superior per a dones. En una carta a Lorenzo de Medici, Angelo Poliziano la va elogiar per la seva excel·lència tant en llatí i italià com per la seva bellesa.

## Vida posterior
L'èxit de Fedele va durar poc. El clímax de la seva activitat acadèmica es va produir entre els vint-i-dos i els trenta-tres anys, just abans del seu matrimoni als trenta-quatre anys (1499). Després de casar-se i durant gairebé seixanta anys, va escriure poques cartes i va ser convidada una sola vegada, el 1556, a pronunciar un discurs públic en honor de la reina de Polònia, Bona Sforza, que va venir a Venècia. Alguns historiadors argumenten que Fedele va abandonar els seus afers intel·lectuals quan es va casar, com va ser el cas de les dones més erudites del seu temps que es van casar i van assumir la direcció a temps complet de tota una llar. És possible que Fedele també s'hagi desanimat per les fortes forces socials que s'oposaven a la participació acadèmica de les dones casades. En una carta a Alessandra Scala, que va escriure a Fedele preguntant-li si s'hauria de casar o dedicar la seva vida a estudiar, Fedele la va animar a “escollir el camí per al qual la natura us ha estat adequada” (traducció a Robin 31).
L'any 1520, a la tornada de Fedele de Creta amb el seu marit metge, Giammaria Mapelli, va perdre totes les seves pertinences en un naufragi. El seu marit va morir més tard aquell mateix any, deixant-la vídua, sense fills i amb dificultats econòmiques. Fedele va escriure a Lleó X demanant-li ajuda el 1521, però no va respondre a la seva carta. Va tornar a intentar-ho el 1547 i va escriure a Pau III, que va respondre donant-li la posició de priora d'un orfenat a l'església de San Domenico di Castello a Venècia, on va residir fins a la seva mort. És possible que Fedele també hagi tingut problemes amb la salut. Abans del seu matrimoni, es va queixar d'una malaltia que li esgotava les forces i que dificultava la concentració en llegir i escriure durant qualsevol període.

## Obres
- "Cassandra Fedele: (a) Alessandra Scala a Cassandra; (b) Cassandra a Alessandra". Traduït i editat per Margaret L. King i Albert Rabil, Jr. Her Immaculate Hand: Selected Works by and about the Women Humanists of Quattrocento Italy. Binghamton, Nova York: Medieval and Renaissance Texts and Studies, 1983, 87-88.
- Cassandra Fedele: Cartes i oracions. Editat i traduït per Diana Robin. Chicago: University of Chicago Press, 2000.
- "Cassandra Fedele: oració per a Bertucio Lamberto, rebent els honors de les arts liberals". Traduït i editat per Margaret L. King i Albert Rabil, Jr.
- "Cassandra Fedele: oració en elogi de les cartes". Traduït i editat per Margaret L. King i Albert Rabil, Jr. Her Immaculate Hand: Selected Works by and about the Women Humanists of Quattrocento Italy. Binghamton, Nova York: Medieval and Renaissance Texts and Studies, 1983, 74-77.
- "Cassandra Fedele: oració al governant de Venècia, Francesco Venerio, a l'arribada de la reina de Polònia". Traduït i editat per Margaret L. King i Albert Rabil, Jr. Her Immaculate Hand: Selected Works by and about the Women Humanists of Quattrocento Italy. Binghamton, Nova York: Medieval and Renaissance Texts and Studies, 1983, 48-50.
- Clarissimae Feminae Cassandrae Fidelis venetae. Epistolae et orationes. Editat per Jacopo Filippo Tomasini . Pàdua: Franciscus Bolzetta, 1636. Oratio pro Bertucio Lamberto. Mòdena, 1487; Venècia, 1488; Nuremberg, 1489.
- Discurs en lloança de les lletres i altres escrits humanístics. Traducció de M. Isabel Segarra Añón. Martorell: Adesiara, 2024. ISBN 978-84-19908-10-0.
- La seva mà immaculada: obres seleccionades per i sobre les dones humanistes del Quattrocento Itàlia. Binghamton, Nova York: Medieval and Renaissance Texts and Studies 1983, 69-73.